# Davy Claude Angan
Davy Claude Angan N'Guessan (nacido en Abiyán, Costa de Marfil el 20 de septiembre de 1987) es un futbolista marfileño que juega para el Molde FK de la Tippeligaen noruega.

## Clubes
| Club     | País    | Año           |
| -------- | ------- | ------------- |
| Lyn      | Noruega | 2008-2009     |
| Honefoss | Noruega | 2010          |
| Molde    | Noruega | 2011-presente |